# Eighth Wonder
Eighth Wonder – brytyjska grupa popowa, założona w 1983, rozwiązana w 1989 roku.
Wokalistką grupy była Patsy Kensit. Grupa swoje główne sukcesy miała we Włoszech i w Japonii za sprawą singla Stay With Me, później stała się bardziej popularna również w Europie za sprawą singli: I'm Not Scared i Cross My Heart.

## Dyskografia

### Albumy
- 1987: Brilliant Dreams (wyd. Japonia)
- 1988: Fearless (July 1988) (Wielka Brytania #47, Japonia #8)
- 1990: Eighth Wonder: The Best Remixes (wyd. Japonia)

### Single
- 1985: Stay With Me (#1 Japonia; #1 Włochy; #65 Wielka Brytania)
- 1986: Having It All
- 1987: Will You Remember (#83 Wielka Brytania; #1 Japonia; #9 Włochy)
- 1987: When The Phone Stops Ringing (#1 Japonia; #26 Włochy)
- 1988: I'm Not Scared (#1 Włochy; #2 Szwajcaria i Portugalia; #3 Hiszpania; #4 Grecja; #5 Niemcy; #7 Wielka Brytania; #8 Francja; #20 Austria)
- 1988: Cross My Heart (Wielka Brytania #13; Japonia #42; Włochy #10)
- 1988: Baby Baby (Wielka Brytania #65; Japonia #2; Włochy #13)
- 1989: Use Me (wyd. Japonia #3)

### Wideo
- 1986: Stay With Me
- 1986: Having It All
- 1987: Will You Remember
- 1987: La Luce Buona Delle Stelle z Erosem Ramazzotti
- 1987: When The Phone Stops Ringing
- 1988: I'm Not Scared
- 1988: Cross My Heart
- 1988: Baby Baby